# محافظة النماص
النماص محافظة سعودية تقع في شمال منطقة عسير جنوب غرب المملكة العربية السعودية على سلسلة جبال السروات، تمتاز بالطبيعة وبكثافة الغطاء النباتي، واعتدال المناخ صيفًا.

## السكان
يبلغ عدد سكان النماص حسب إحصاء عام 1444هـ/ 2022م 38,409 نسمة، 24,022 منهم ذكور و14,387 منهم إناث، وعدد السعوديين منهم 23,985، وغير السعوديين 14,424.

## حدود النماص وتضاريسها
يحد محافظة النماص من الشمال محافظة بلقرن ومن الشرق محافظة بيشة ومن الجنوب محافظة تنومة ومن الغرب محافظتي بارق والمجاردة. وتنقسم المحافظة من الناحية التضاريسية إلى ثلاثة أقسام رئيسية وهي المنحدرات المطلة على سهل تهامة أو ما يسمى بالإصدار والسراة «جبال السروات» وهي جزء من المرتفعات الغربية أو الدرع الغربي، والهضاب الشرقية المسماة لدى سكان المنطقة بنجد.

## المناخ
تأخذ درجة الحرارة في النماص خلال فصل الصيف صفة الاعتدال حيث لا تتجاوز 35 درجة مئوية في الأيام العادية، وذلك لارتفاعها الكبيرعن سطح البحر والذي يصل إلى أكثر من 2500 متر. أما في فصل الشتاء فتتدنى درجة الحرارة كثيراً، وتصل أحياناً إلى الصفر المئوي في الشتاء بكثرة، ويغطيها الضباب بشكل كلي أو جزئي في أغلب أوقات السنة.

## الأماكن الأثرية
يوجد في النماص العديد من المواقع الأثرية ويرجع بعضها إلى القرون الأولى من تاريخ الإسلام ومن هذه المواقع:
- مسجد صدر أيد ، تم العثور على نقش بداخله يعود تاريخه إلى العصر الأموي .

- مدينة (الجهوة) الأثرية ويعود تاريخها إلى عام 250 هـ.[6]
- قلعة آل عليان الأثرية.

### المقابر والنقوش القديمة
ومنها مقابر (وادي ترج) و (رسوس طلاح) و (قبر مفرج) و (مقبرة حجلان) و (مقبرة مظفر) و (مقبرة يبولة) و (مقبرة عتمة) و (مقابر وادي نكب) و (مقابر المنسي) في بادية بني بكر. وهناك بعض الأماكن التي وجد بها نقوش وكتابات ورسوم ومنها (جبل ذي العين) و (جبل السجين) و (جبل ذي الزد) و (الفرقة) و (الغرامة) و (الجسر) و (جبل عجمة) و (قرن الغلة).

## المراكز التابعة للمحافظة
- مركز بني عمرو.
- مركز وادي زيد.
- مركز السرح.